# Мысы (Удмуртия)
Мысы — деревня в Кезском районе Удмуртской республики.

## География
Находится в северо-восточной части Удмуртии на расстоянии приблизительно 26 км на север-северо-восток по прямой от районного центра поселка Кез.

## История
Известна с 1873 года как починок Мысовской (Дзюжим-Мувыр) с 5 дворами, в 1905 году здесь (починок Верх-Юса или Мысовский) было отмечено 24 двора, в 1920 году (уже деревня Мысы) — 32 (5 дворов русских и 27 удмуртских). До 2021 года административный центр Мысовского сельского поселения.

## Население
Постоянное население составляло 59 человек (1873), 180 (1905), 187 (1920), 220 (1924), 240 человек в 2002 году (русские 80 %), 177 в 2012.